# Roxas
Roxas – miasto na Filipinach w regionie Zachodnie Visayas, na wyspie Panay. W 2010 roku liczyło 156 197 mieszkańców. W mieście znajduje się port lotniczy Roxas.